# Metoda Quest
Metoda QUEST – metoda stosowania się do wskazywania kierunków długofalowego rozwoju przedsiębiorstw. Nie dostarcza informacji dotyczących przyszłości, co oznacza, że należy do metod bezscenariuszowych. Jej istota opiera się na wnioskowaniu opartym na trendach i danych z przeszłości. Wnioskowanie to odbywa się na zasadzie ekstrapolacji. Metoda ta cechuje się dużym subiektywizmem, gdyż podstawą do formułowania wniosków na temat przyszłości są opinie ekspertów z różnych dziedzin. Następuje następnie porównanie i uśrednienie ich sądów, opinii i prognoz wskutek czego opinia wynikowa jest najbliższa rzeczywistości.